# Spectrum Holobyte
Spectrum HoloByte, Inc. era un desarrollador y distribuidor de videojuegos. La compañía, fundada en 1983 en Boulder, Colorado por Jeff Sauter, Phil Adam y Mike Franklin, era conocida por sus videojuegos de simulación, especialmente la serie Falcon de simuladores de vuelo de combate, y por publicar la primera versión de Tetris fuera de la Unión Soviética (en 1987, para MS-DOS). Spectrum HoloByte también publicó juegos para varias computadoras domésticas y consolas de videojuegos.
El presidente de Spectrum HoloByte, Gilman Louie, también fundó Nexa Corporation, un desarrollador de software de entretenimiento, que se fusionó con Spectrum HoloByte y el presidente de la compañía, Phil Adam, antes del traslado de la compañía de Colorado a California. En 1992, HoloByte recibió una inversión de Kleiner Perkins, que le permitió a la compañía recomprar acciones que anteriormente eran propiedad de las compañías de Robert Maxwell, poniendo fin a sus vínculos con sus quiebras. En diciembre de 1993, Spectrum HoloByte se fusionó con MicroProse para formar MicroProse Inc. Para los años siguientes, los juegos de ambas compañías se publicaron bajo sus respectivas marcas, pero en 1996 todos los títulos se consolidaron bajo la marca MicroProse.
Hasbro Interactive adquirió la compañía fusionada en 1998, y lo que había sido Spectrum HoloByte dejó de existir cuando el estudio de desarrollo en Alameda, California se cerró en 1999.

## Juegografía
| Título                                          | Año y plataforma                                                                              | Desarrollador                                  | Distribuidor                                        |
| ----------------------------------------------- | --------------------------------------------------------------------------------------------- | ---------------------------------------------- | --------------------------------------------------- |
| GATO                                            | 1984 (DOS, MacOS) 1985 (Apple II) 1986 (Atari ST) 1987 (Atari 8-bit)                          | Spectrum HoloByte                              | Spectrum HoloByte Atari Corporation (Atari 8-bit)   |
| Orbiter                                         | 1986 (DOS, MacOS) 1988 (Atari ST)                                                             | Spectrum HoloByte Sphere, Inc. (Atari ST)      | Spectrum HoloByte                                   |
| Intrigue!                                       | 1986 (Apple II, C64)                                                                          | Kinemation                                     | Spectrum HoloByte                                   |
| Lunar Explorer: A Space Flight Simulator        | 1986 (Apple II, DOS)                                                                          | Spectrum HoloByte                              | Electric Transit, Inc.                              |
| Solitaire Royale                                | 1987 (DOS, MacOS) 1988 (Amiga) 1989 (Apple IIGS), DOS, Macintosh, MSX, PC-88, PC-98, Sharp X1 | Software Resources International               | Spectrum HoloByte                                   |
| Falcon                                          | 1987 (DOS, MacOS) 1988 (Atari ST) 1989 (Amiga) 1991 (CDTV)                                    | Sphere, Inc.                                   | Spectrum HoloByte                                   |
| Dondra: A New Beginning                         | 1987 (Apple II) 1988 (Apple IIGS) 1989 (DOS)                                                  | Spectrum HoloByte                              | Spectrum HoloByte Electronic Arts (DOS)             |
| PT-109                                          | 1987 (DOS, MacOS)                                                                             | Digital Illusions                              | Spectrum HoloByte                                   |
| Zig-Zag                                         | 1987 (C64)                                                                                    | Zig Zag Software                               | Spectrum HoloByte                                   |
| Tetris                                          | 1988 (Amiga, Apple II, Apple IIGS, DOS, MacOS) 1989 (Atari ST)                                | Spectrum HoloByte                              | Spectrum HoloByte                                   |
| Soko-Ban                                        | 1988 (DOS) 1988 (Apple II, C64)                                                               | ASCII, Thinking Rabbit                         | Spectrum HoloByte                                   |
| Falcon A.T.                                     | 1988 (DOS)                                                                                    | Sphere, Inc.                                   | Spectrum HoloByte                                   |
| Vette!                                          | 1989 (DOS) 1991 (MacOS)                                                                       | Sphere, Inc.                                   | Spectrum HoloByte                                   |
| Falcon Operation: Counterstrike                 | 1989 (Amiga, Atari ST)                                                                        | Rowan Software                                 | Spectrum HoloByte                                   |
| Tank: The M1A1 Abrams Battle Tank Simulation    | 1989 (DOS)                                                                                    | Sphere, Inc.                                   | Spectrum HoloByte                                   |
| Welltris                                        | 1989 (DOS) 1990 (MacOS)                                                                       | Doka, Sphere, Inc.                             | Spectrum HoloByte                                   |
| Faces                                           | 1990 (DOS, MacOS) 1991 (Amiga)                                                                | Sphere, Inc.                                   | Spectrum HoloByte                                   |
| Stunt Driver                                    | 1990 (DOS)                                                                                    | Sphere, Inc.                                   | Spectrum HoloByte                                   |
| Flight of the Intruder                          | 1990 (DOS) 1991 (Atari ST)                                                                    | Rowan Software Spectrum Holobyte (Atari ST)    | Spectrum Holobyte Mirrorsoft (Atari ST)             |
| Falcon Operation: Firefight                     | 1990 (Amiga, Atari ST)                                                                        | Rowan Software Sphere, Inc.                    | Spectrum HoloByte                                   |
| Super Tetris                                    | 1991 (DOS, Windows 3.x) 1992 (Amiga, MacOS)                                                   | Sphere, Inc.                                   | Spectrum HoloByte                                   |
| Falcon 3.0                                      | 1991 (DOS) 1992 (TG-16)                                                                       | Sphere, Inc. Spectrum HoloByte (TG-16)         | Spectrum HoloByte Turbo Technologies (TG-16)        |
| Crisis in the Kremlin                           | 1992 (DOS)                                                                                    | Barbu Corporation, Spectrum HoloByte           | Spectrum HoloByte                                   |
| Wordtris                                        | 1991 (DOS) 1992 (GB, SNES) 1993 (MacOS)                                                       | Spectrum HoloByte Armenica (DOS)               | Spectrum HoloByte Sphere, Inc. (GB) Nintendo (SNES) |
| Falcon 3.0: Operation: Fighting Tiger           | 1992 (DOS)                                                                                    | Sphere, Inc.                                   | Spectrum HoloByte                                   |
| Tetris Trio'                                    | 1992 (DOS)                                                                                    | Sphere, Inc.                                   | Spectrum HoloByte                                   |
| Tetris Classic                                  | 1992 (DOS, Windows 3.x)                                                                       | Spectrum HoloByte                              | Spectrum HoloByte                                   |
| Iron Helix                                      | 1993 (MacOS, Windows 3.x) 1994(Sega CD)                                                       | Drew Pictures                                  | Spectrum HoloByte                                   |
| Tetris Gold                                     | 1993 (DOS, MacOS, Windows 3.x)                                                                | Sphere, Inc.                                   | Spectrum HoloByte                                   |
| Hornet: Naval Strike Fighter                    | 1993 (DOS)                                                                                    | Spectrum HoloByte                              | Spectrum HoloByte                                   |
| National Lampoon's Chess Maniac 5 Billion and 1 | 1993 (DOS)                                                                                    | Spectrum HoloByte                              | Spectrum HoloByte                                   |
| TinHead                                         | 1993 (Genesis)                                                                                | MicroProse                                     | Ballistic                                           |
| Soldiers of Fortune                             | 1993 (Genesis, SNES)                                                                          | The Bitmap Brothers                            | Spectrum HoloByte                                   |
| MiG-29: Deadly Adversary of Falcon 3.0          | 1993 (DOS)                                                                                    | Spectrum HoloByte                              | Spectrum HoloByte                                   |
| Tornado                                         | 1993 (DOS)                                                                                    | Digital Integration                            | Spectrum HoloByte                                   |
| Gazillionaire                                   | 1994 (Windows 3.x)                                                                            | LavaMind                                       | Spectrum HoloByte                                   |
| Out of the Sun                                  | 1994 (MacOS)                                                                                  | Domark                                         | Eidos Interactive                                   |
| Formula One                                     | 1994 (DOS)                                                                                    | Lankhor                                        | Domark                                              |
| Star Trek: The Next Generation - Futures Past   | 1994 (Genesis, SNES)                                                                          | Spectrum HoloByte                              | Spectrum HoloByte Sega (Genesis)                    |
| BreakThru!                                      | 1994 (SNES, Windows 3.x) 1995 (GB)                                                            | Zoo Corporation                                | Spectrum HoloByte                                   |
| Falcon Gold                                     | 1994 (DOS)                                                                                    | Spectrum HoloByte                              | Spectrum HoloByte                                   |
| Fields of Glory                                 | 1994 (DOS)                                                                                    | MicroProse                                     | Spectrum HoloByte                                   |
| WildSnake                                       | 1994 (GB, SNES)                                                                               | Bullet-Proof Software (GB) J.S.C. Gamos (SNES) | Spectrum HoloByte                                   |
| Lords of Midnight                               | 1995 (DOS)                                                                                    | Maelstrom Games                                | Domark                                              |
| ClockWerx                                       | 1995 (MacOS, Windows)                                                                         | Callisto Corporation                           | Spectrum HoloByte                                   |
| Reflux: Issue.01 - "The Becoming"               | 1995 (MacOS, Windows 3.x)                                                                     | Inverse Ink                                    | Inverse Ink                                         |
| Reflux: Issue.02 - "The Threshold"              | 1995 (Windows 3.x)                                                                            | Inverse Ink                                    | Inverse Ink                                         |
| Star Trek: The Next Generation – A Final Unity  | 1995 (DOS, MacOS)                                                                             | Spectrum HoloByte                              | Spectrum HoloByte                                   |
| Qwirks                                          | 1995 (MacOS, Windows, Windows 3.x)                                                            | Big Bang Software                              | Spectrum HoloByte                                   |
| Perfect Partner Bridge                          | 1995 (MacOS, Windows 3.x)                                                                     | Positronic Software                            | Spectrum HoloByte                                   |
| Absolute Zero                                   | 1995 (DOS, MacOS)                                                                             | Domark                                         | Domark                                              |
| Knight Moves                                    | 1995 (Windows)                                                                                | Kinesoft                                       | Spectrum HoloByte                                   |
| Curse of Dragor                                 | 1995 (MacOS)                                                                                  | Banshee Software                               | Domark                                              |
| Top Gun: Fire at Will!                          | 1996 (DOS, MacOS, PS1, Windows)                                                               | Spectrum HoloByte                              | Spectrum HoloByte MacSoft (MacOS)                   |